# Grupa Orbita
Grupa Orbita skupina je latvijskih pjesnika ruskoga jezičnoga izraza. Ponprije se veže uz imena Sergeja Timofejeva, Semjona Hanina (pravo ime Aleksandar Zapolj), Artura Puntea i Vladimira Svetlova kao glavne predstavnike pokreta, uz brojne glazbenike, književnike i slobodne umjetnike.

## Vanjske poveznice
- Službena web stranica